# The Traveler
The Traveler är en rysare från 2010 med Val Kilmer och Dylan Neal.

## Handling
I en liten stad går en främling in i polisstationen under ett häftigt regn på julafton. Han berättar för polisen vid skrivbordet att han önskar erkänna ett mord, varefter polisen pekar med pistolen mot honom, och beordrar sina poliskollegor att förse honom med handbojor. Främlingen vägrar avslöja sitt namn, utan föredrar att kallas "Mr Nobody". Poliserna börjar flippa ut och nästan anfalla honom medan Kommissarie Alexander Black plötsligt kommer in. Främlingen säger att han ska erkänna sex mord.

## Rollista
- Val Kilmer - Mr Nobody  (Stanley Harpenden)
- Dylan Neal - Kommissarie Alexander Black
- Paul McGillion - Jerry Pine
- Camille Sullivan - Jane Hollow
- Nels Lennarson - Sherwood
- Chris Gauthier - Gulloy